# Wereldkampioenschappen skivliegen 2022
De wereldkampioenschappen skivliegen 2022 werden van 10 tot en met 13 maart 2022 gehouden op de Vikersundbakken in het Noorse Vikersund.

## Wedstrijdschema
| Datum    | Tijd  | Schansrecord | Detail                                                          |
| -------- | ----- | ------------ | --------------------------------------------------------------- |
| 10 maart | 15:50 | 253,5 m      | Kwalificatie                                                    |
| 12 maart | 16:30 | 253,5 m      | Eerste sprong (individueel) Tweede sprong (individueel)         |
| 13 maart | 16:30 | 253,5 m      | Eerste sprong (landenwedstrijd) Tweede sprong (landenwedstrijd) |

## Medailles

### Medaillewinnaars
| Onderdeel       | Goud                                                    | Goud   | Zilver                                                                     | Zilver | Brons                                                                                  | Brons  |
| --------------- | ------------------------------------------------------- | ------ | -------------------------------------------------------------------------- | ------ | -------------------------------------------------------------------------------------- | ------ |
| Individueel     | Marius Lindvik Noorwegen                                | 0854,2 | Timi Zajc Slovenië                                                         | 0844,3 | Stefan Kraft Oostenrijk                                                                | 0837,5 |
| Landenwedstrijd | Slovenië Domen Prevc Peter Prevc Timi Zajc Anže Lanišek | 1711,5 | Duitsland Severin Freund Andreas Wellinger Markus Eisenbichler Karl Geiger | 1583,5 | Noorwegen Johann André Forfang Daniel-André Tande Halvor Egner Granerud Marius Lindvik | 1559,6 |

### Medaillespiegel
| Plaats | Land       | Goud | Zilver | Brons | Totaal |
| 1      | Slovenië   | 1    | 1      | 0     | 2      |
| 2      | Noorwegen  | 1    | 0      | 1     | 2      |
| 3      | Duitsland  | 0    | 1      | 0     | 1      |
| 4      | Oostenrijk | 0    | 0      | 1     | 1      |
| Totaal | Totaal     | 2    | 2      | 2     | 6      |